# Willi Arlt (Fußballspieler)
Willi Arlt (* 27. Oktober 1919 in Bobersen; † 27. Juli 1947 in sowjetischer Kriegsgefangenschaft) war ein deutscher Fußballspieler. Der Linksaußen im damals gebräuchlichen WM-System hat in der deutschen Fußballnationalmannschaft von 1939 bis 1942 unter Reichstrainer Sepp Herberger 11 Länderspiele mit zwei Toren absolviert.

## Sportliche Laufbahn

### Vereinskarriere
Er galt als riesiges Sturmtalent am linken Flügel und entstammte dem SV Röderau. Von 1937 bis 1942 spielte er beim Riesaer SV. Mit den Rot-Schwarzen vom RSV-Stadion am Bürgergarten schaffte er in der Saison 1939/40 den Aufstieg in die Gauliga Sachsen. Im Debütjahr 1940/41 belegte Riesa mit Willi Arlt hinter dem Dresdner SC, dem Planitzer SC und PSV Chemnitz den vierten Rang in der Gauliga. Im heimischen Stadion wurden dabei 19:3 Punkte verbucht. Während des Krieges (1942–1944) spielte Arlt als Gastspieler in der Gauliga Danzig-Westpreußen beim SV Thorn sowie bei der DSG Reichshof in der Gauliga Generalgouvernement im besetzten Polen. An Endrundenspielen um die Deutsche Meisterschaft konnte er mit Riesa, Thorn und Reichshof mangels Qualifikation nicht teilnehmen.

### Auswahleinsätze
Mit 19 Jahren fiel der überaus wendige und mit starkem Schuss ausgestattete Linksaußen erstmals der breiten Fußballöffentlichkeit auf. Das Deutsche Turn- und Sportfest fand 1938 vom 24. bis 31. Juli in Breslau statt. Der sächsische Verbandstrainer Georg Wurzer hatte das Talent aus Riesa für das Turnier nominiert und setzte es in den Spielen gegen Hessen, Niedersachsen, Ostpreußen, Brandenburg und in dem siegreichen Finalspiel des Trostrundenturniers gegen den Mittelrhein ein. An der Seite von Willibald Kreß, Erich Hänel und Walter Rose überzeugte er Zuschauer und Fachleute. Am 30. Juni 1940 stand er mit Sachsen im Finale des Reichsbundpokals in Augsburg gegen Bayern. Willi Arlt gelang in der 69. Minute der 1:1-Ausgleichstreffer, die Bayern-Auswahl gewann das Endspiel aber mit 3:1 Toren. Im Wettbewerb 1939/40 war er mit fünf Treffern erfolgreich. Insgesamt brachte er es in Wettbewerbsspielen der Gauauswahl Sachsen auf 13 Einsätze mit neun Toren.
Reichstrainer Sepp Herberger berief den eleganten und trotzdem zielstrebigen Linksaußen erstmals für das Länderspiel am 25. September 1938 in Bukarest gegen Rumänien in das Aufgebot der Nationalmannschaft. Anstelle des 19-Jährigen stürmte aber Hans Pesser von Rapid Wien am linken Flügel beim 4:1-Sieg der deutschen Fußballnationalmannschaft. Eine Woche später stürmte aber das Talent aus Sachsen beim inoffiziellen Länderspiel am 2. Oktober 1938 in Sofia gegen Bulgarien in der Elf von Sepp Herberger. Sein erstes Länderspiel absolvierte Willi Arlt beim 4:1-Erfolg am 29. Januar 1939 in Brüssel gegen Belgien. Zusammen mit Ernst Lehner, Wilhelm Hahnemann, Franz Binder und Helmut Schön bildete er den Sturm der DFB-Elf. Als Arlt am 14. Juli 1940 in Frankfurt am Main beim Spiel gegen Rumänien seinen achten Länderspieleinsatz erlebte, debütierte beim 9:3-Erfolg mit Fritz Walter der überragende Spieler der nächsten zwei Jahrzehnte in der Nationalmannschaft. Mit seinem elften Einsatz am 19. Juli 1942 in Sofia gegen Bulgarien, beim 3:0-Sieg steuerte er einen Treffer bei, verabschiedete sich Willi Arlt aus der Nationalmannschaft. Dem 23-Jährigen verhinderte der Weltkrieg eine noch viel eindrucksvollere sportliche Bilanz. Auch die Olympiade 1940 in Helsinki war deshalb nicht möglich. Sein unmittelbarer Nachfolger in der Nationalmannschaft in den fünf letzten Spielen 1942 wurde der Daxlander August Klingler.

## Weiterer Werdegang
Kurz vor dem geplanten Transport in die Heimat verstarb Willi Arlt im Juli 1947 im Alter von nicht einmal 28 Jahren in sowjetischer Kriegsgefangenschaft.